# Batalion Reprezentacyjny Wojska Polskiego
Batalion Reprezentacyjny Wojska Polskiego (brepr) – dawna jednostka wojskowa Sił Zbrojnych Rzeczypospolitej Polskiej stacjonująca na terenie Garnizonu Warszawa; znajdował się w strukturach Dowództwa Garnizonu Warszawa. 1 kwietnia 2018 przeformowany w Pułk Reprezentacyjny Wojska Polskiego.
Siedziba batalionu znajdowała się w Warszawie przy ul. Franciszka Hynka 2, stajnie zaś zlokalizowane były przy ul. Kozielskiej.

## Zadania
Do jej głównych zadań należało:
- zabezpieczanie zgodnie z ceremoniałem wojskowym uroczystości państwowych, wojskowych i patriotyczno-religijnych;
- realizowanie zadań reprezentacyjnych przy siedzibie Prezydenta RP oraz podczas wizyt oficjalnych składanych Prezesowi Rady Ministrów;
- reprezentowanie w uroczystościach najwyższej rangi Wojsk Lądowych, Sił Powietrznych i Marynarki Wojennej (występuje w umundurowaniu trzech rodzajów SZ RP, w latach 2010-2016 również w umundurowaniu Wojsk Specjalnych).

Żołnierze batalionu pełnili również służbę wartowniczą przed Grobem Nieznanego Żołnierza w Warszawie oraz przed Pałacem Prezydenta Rzeczypospolitej Polskiej.

## Struktura organizacyjna
W strukturę batalionu wchodziły:
- trzy kompanie reprezentacyjne,
- Orkiestra Reprezentacyjna Wojska Polskiego im. gen. Józefa Wybickiego
- pluton salutowy obsługujący podczas świąt państwowych i wojskowych armaty, będące replikami dział austriackich z początku XX wieku, będących na uzbrojeniu Wojska Polskiego w okresie międzywojennym XX w.
- Szwadron Kawalerii Wojska Polskiego

## Wyposażenie i umundurowanie wart honorowych
Żołnierze pełniący służbę wojskową w kompaniach reprezentacyjnych Batalionu Reprezentacyjnego Wojska Polskiego pełnili wartę honorową w mundurach służbowych trzech rodzajów SZ RP (w latach 2010-2016 czterech rodzajów). Wśród charakterystycznych elementów wyposażenia żołnierzy pełniących służbę w kompaniach reprezentacyjnych były podbite metalowymi ćwiekami trzewiki wz.925 oraz karabiny samopowtarzalne SKS z nasadzonymi bagnetami. 
23 marca 2016 r. podpisana została umowa Fabryka Broni „Łucznik” - Radom – Inspektorat Uzbrojenia podległy MON na dostawę 150 ceremonialnych karabinków powtarzalnych MSBS-R z bagnetami. Zostały użyte po raz pierwszy na uroczystości z okazji Święta Narodowego 3 maja w 2016 roku. Od 1 stycznia 2017 roku wykorzystywane były one przy pełnieniu warty przed Grobem Nieznanego Żołnierza oraz Pałacem Prezydenckim.

## Dowódcy jednostki
Dowódcy batalionu
- ppłk Adam Wronecki (1 stycznia 2001–16 maja 2002)
- ppłk Roman Januszewski (17 maja 2002–19 listopada 2006)
- ppłk dypl. Tomasz Dominikowski (20 listopada 2006–31 stycznia 2010)
- ppłk Wojciech Erbel (1 lutego 2010–31 grudnia 2013)
- ppłk Leszek Szcześniak (1 stycznia 2014–18 listopada 2016)
- cz. p.o. kpt. Włodzimierz Grochowiec (19 listopada 2016–5 grudnia 2016)
- ppłk Sebastian Cichosz (6 grudnia 2016–31 marca 2018)

Dowódcy pułku